# 弱鬚嶺鰍
弱鬚嶺鰍（學名：Oreonectes barbatus），為輻鰭魚綱鯉形目條鰍科嶺鰍屬的其中一種。分布於亞洲中國廣西壯族自治區南丹縣里湖瑤族鄉的一個地下洞穴中，本魚體延長且側扁，口下位，下唇表面具粒狀突起，觸鬚3對，無眼，體無鱗片，體淡粉紅色，呈半透明，魚鰭透明，尾鰭截形，體長可達5.7公分，棲息在洞穴底層水域，生活習性不明。

## 扩展阅读
維基物種上的相關：弱鬚嶺鰍